# Postbauer-Heng
Postbauer-Heng è un comune tedesco di 7 368 abitanti, situato nel land della Baviera.